# Stefan Šćepović
Stefan Šćepović (en serbe en écriture cyrillique : Cтeфaн Шћeпoвић), né le 10 janvier 1990 à Belgrade en Serbie, est un footballeur international serbe qui évolue au poste d'attaquant.

## Carrière
Le 28 juin 2016, il rejoint le Getafe CF.

## Statistiques
| Saison  | Club                 | Pays     | Championnat        | Matches | Buts |
| ------- | -------------------- | -------- | ------------------ | ------- | ---- |
| 2007/08 | OFK Belgrade         | Serbie   | Super Liga Srbije  | 4       | 0    |
| 2008/09 | FK Sopot             | Serbie   | Division 3         | 11      | 4    |
| 2009/10 | OFK Belgrade         | Serbie   | Super Liga Srbije  | 12      | 1    |
|         | UC Sampdoria         | Italie   | Serie A            | 2       | 0    |
| 2010/11 | Club Bruges          | Belgique | Jupiler Pro League | 4       | 0    |
| 2011/11 | KV Courtrai          | Belgique | Jupiler Pro League | 8       | 1    |
| 2011/12 | Hapoël Acre          | Israël   | Ligat HaAl         | 31      | 12   |
| 2012/13 | FK Partizan Belgrade | Serbie   | Super Liga Srbije  | 14      | 8    |
|         | FC Ashdod            | Israël   | Ligat HaAl         | 13      | 6    |

## Palmarès
- Champion de Serbie en 2013 avec le Partizan Belgrade
- Champion d'Écosse en 2015 et 2016 avec le Celtic Glasgow